# Gorra de plato

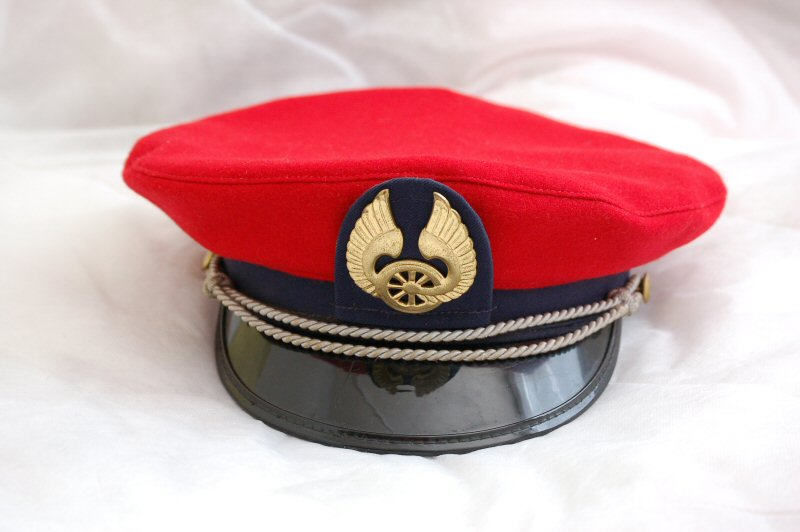
Ferroviario finlandés

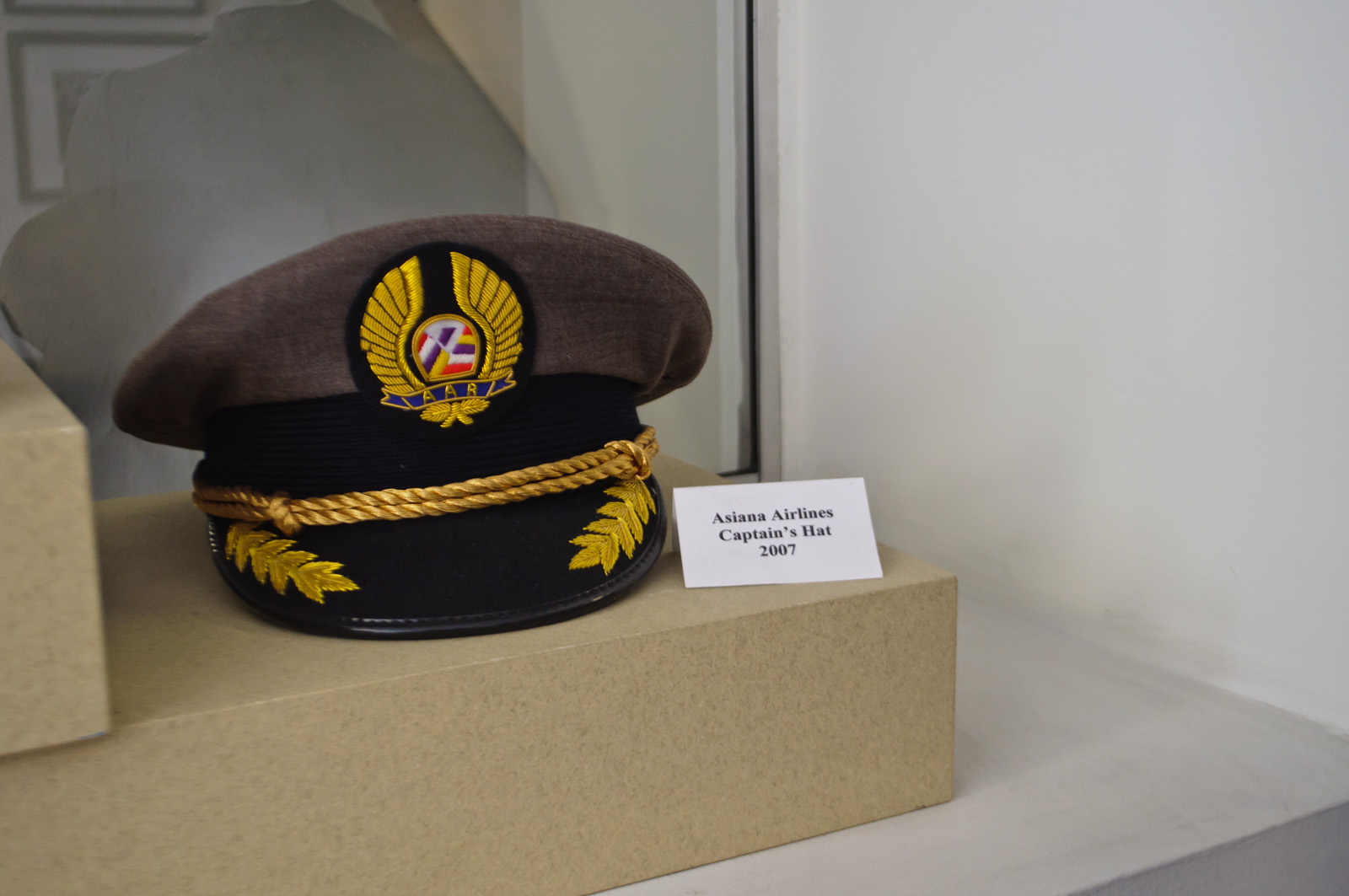
Comandante de líneas aéreas estadounidenses

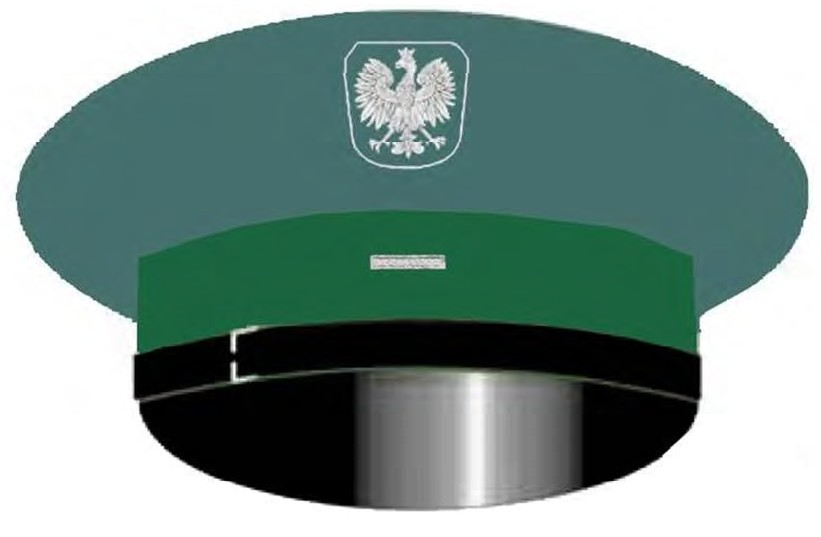
Policía de Polonia

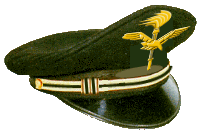
Gorra de ceremonia de la aviación italiana

La gorra de plato es un tocado rígido o semirrígido compuesto de plato, parte cónica (o banda) y visera; puede incluir barboquejo. El plato puede ser recto o inclinado (como en la mayoría de las de uso militar). Asimismo, puede ser plano (como en la tradición militar rusa, británica, etc.) o apuntado (como en la tradición militar-policial italiana y en el Tercer Reich).
Fue asociada a la marina mercante desde mediado el siglo XIX y a la oficialidad militar y, más tarde a algunos cuerpos policiales. Aunque también se usa en el uniforme de funcionarios o empleados civiles como los carteros, guardas de todo tipo, ferroviarios, conserjes diversos, taxistas, chóferes, etc.

## Uso militar
Como variante rígida de la gorra y a partir de modelos de caza del siglo XVII —como el que se observa en el retrato del Cardenal-Infante Fernando de Austria, pintado por Velázquez en 1633—, la gorra de plato se usó ya durante las guerras napoleónicas entre las oficialidades rusa y prusiana, ejércitos donde este tipo de tocado militar se estabilizó desde pocos años después —mediados siglo XIX—, cuando en otros países era habitual el quepis semirrígido o gorras similares. También por entonces la tropa usaba un gorro de cuartel con forma de gorra de plato sin visera; en Rusia se le llamó furaixka (literalmente 'gorra de plato') y en el ámbito pangermánico o prusiano,  Krätzchen, empleado también en campaña. La furaixka rusa pasó a usarse en campaña desde 1881 y disponía de variantes con visera (gorra de plato) y sin visera (gorro), hasta que la primera se impuso en exclusiva en 1907. Desde el momento de su creación en los años 1880, el ejército búlgaro adoptó el estilo militar ruso, y con este la gorra de plato para todo su ejército.
A mediados del siglo XIX, la gorra de plato se extendió igualmente por la oficialidad de la mayoría de las armadas del mundo, para pasar con rapidez a su correspondiente civil, la marina mercante. 
Ya en el cambio al siglo XX aparecieron las gorras de plato en los ejércitos de Japón, China y en varios países iberoamericanos, generalmente para todos los grados. La oficialidad británica adoptó la gorra de plato con la introducción del célebre uniforme caqui en 1902. El estilo británico se extendió después de la primera posguerra mundial entre la oficialidad de la gran mayoría de los ejércitos del mundo, tanto para los uniformes como las gorras de plato; así se hicieron comunes entre los oficiales alemanes, rusos o búlgaros, que continuaban la tradición propia. El Ejército Rojo, al introducir uniforme propio y distintivo en 1919, y en la línea de ruptura revolucionaria, cambió la gorra de plato por la budiónovka (un gorro militar semirrígido) para todos los grados. La gorra de plato sería restablecida por los soviéticos en 1935, solo para oficiales y siguiendo el modelo internacional.

### En la tropa
Aunque, con respecto al mundo militar, la gorra de plato se asocia a los oficiales, también ha sido y es tocado habitual de la tropa en ciertos ejércitos y para determinadas ocasiones. Es el caso mencionado de la tropa rusa y búlgara hasta la era del gorro de cuartel. La tropa británica llevó gorra de plato de 1905 a 1938, como también haría la tropa alemana (y la austríaca para paseo) hasta la llegada del fascismo alemán, la española brevemente (1930-1933, en sustitución de la boina y el sombrero blando llevados desde 1926), y, para paseo, la estonia en los años treinta. La tropa estadounidense la continúa llevando, y en algunos ejércitos se utiliza gorra de plato con el uniforme de gala, o con el de paseo.